# Tú bien lo sabes
Tu Bien Lo Sabes es un álbum recopilatorio de boleros y canciones románticas de Héctor Lavoe, publicado el 2001 por el sello Fania, el disco presenta un tema inédito del salsero boricua grabado el 13 de mayo del año 1981 llamado Tu Bien Lo Sabes, que también es usado como nombre de este álbum. Aparte de este tema, también se encuentran las canciones que formaron parte de su carrera como solista y en su etapa con Willie Colón.

## Producción
Todas las canciones presentes en este disco fueron grabadas entre 1969 hasta 1981. Esta compilación presenta un tema inédito grabado por Lavoe en La Tierra Sound Studios en New York, Estados Unidos llamado Tu Bien Lo Sabes que originalmente iba a formar parte del álbum Que Sentimiento!.
Para ese año Héctor Lavoe tenía inquietudes de hacer bolero con un toque orquestal y el tema Tu Bien Lo Sabes fue la oportunidad perfecta para que Lavoe produzca este trabajo que fue arreglado orquestalmente por Luis “Perico” Ortíz. El trompetista que se encargaba de los arreglos musicales de algunas canciones de Lavoe cuenta en una entrevista lo siguiente:

“Fue bien impactante ya que Héctor Lavoe nunca iba a las grabaciones de sus temas hasta poner la voz, sin embargo “Tu Bien Lo Sabes” fue la excepción, Héctor llegó a la medianoche, estuvo un rato cerca del baño al final del pasillo del estudio en su momento de intimidad y yo vengo, lo llamo y le digo; ven para que oigas a tu bebé, enseguida el viene y se sentó en el piso del cuarto de grabación y comenzó a gemir y a llorar”.
“Al verlo así, me imagino que alguien en algún momento le dijo que el no tenía la capacidad para producir, que el siempre tenía que estar a la sombra de Willie Colón y todas esas cosas... y fue un momento de realización y visualización. De darse cuenta de que si podía ser un productor.”
“Escuchar este tema hoy 27 años después aquí en tu oficina es verme allí. Me veo con el viéndolo llorar y a la misma vez realizarse como productor, verlo gemir, sollozar pero de alegría por haberlo logrado y me da un sentimiento porque el era tan grande que el mismo no sabía quién era el, esto es como regresar y revivir la grabación de los out tapes ya que los trabajos hechos por mí fueron hecho a medida para Héctor.”
Luis “Perico” Ortíz en una entrevista del año 2008.

Además de Tu Bien Lo Sabes, se encuentran temas como Soñando Despierto, Comedia, Lloré, Un Amor De La Calle y Ausencia, por solo mencionar algunos.

## Lista de canciones
| N.º | Título                                                           | Compositor(es)                         | Duración |  |
| 1.  | «Tu Bien Lo Sabes» (Arreglos musicales por: Luis “Perico” Ortíz) | Héctor Lavoe                           | 4:08     |  |
| 2.  | «Sombras Nada Más» (Arreglos musicales por: Carlos Francetti)    | José María Contursí y Francisco Lomuto | 4:03     |  |
| 3.  | «Soñando Despierto» (Arreglos musicales por: Willie Colón)       | Rafael Ramos                           | 4:05     |  |
| 4.  | «De Ti Depende» (Arreglos musicales por: José Febles)            | Miguel Amadeo                          | 4:35     |  |
| 5.  | «Emborrachame De Amor» (Arreglos musicales por: Willie Colón)    | Mario Cavagnaro                        | 2:59     |  |
| 6.  | «Consejo de Oro» (Arreglos musicales por: Louie Ramírez)         | Arquimides Arcidiacono                 | 2:45     |  |
| 7.  | «Juventud» (Arreglos musicales por: Louie Ramírez)               | Marcelino Guerra                       | 2:17     |  |
| 8.  | «Lloré» (Arreglos musicales por: José Febles)                    | José Febles                            | 6:24     |  |
| 9.  | «Comedia» (Arreglos musicales por: Luis “Perico” Ortíz)          | José Ángel Espinosa                    | 3:31     |  |
| 10. | «Seguire Sin Ti» (Arreglos musicales por: Willie Colón)          | Public Domain                          | 2:56     |  |
| 11. | «Ausencia» (Arreglos musicales por: Willie Colón)                | Willie Colón & Héctor Lavoe            | 5:06     |  |
| 12. | «Un Amor De La Calle» (Arreglos musicales por: Louie Ramírez)    | Orlando Brito                          | 3:23     |  |
| 13. | «Tus Ojos» (Arreglos musicales por: Louie Ramírez)               | José Luis Delgado Perez                | 3:34     |  |

## Músicos del temaTu Bien Lo Sabes
- Voz principal - Héctor Lavoe
- Trombones - Leopoldo Pineda Reynaldo Jorge y Willie Colon
- Trompetas - Ray Maldonado, Héctor Zarzuela e Ite Jerez
- Flauta - Nestor Torres
- Chelo - Akua Dixón
- Piano - Gilberto "El Pulpo" Colón
- Bajo eléctrico - Sal Cuevas
- Violines - Eddie Drenon y Gayle Dixón
- Bongo - Eddie "Bongo" Torres
- Conga - Eddie Montalvo
- Timbales - Nicky Marrero y Mike Collazo

## Créditos
- Productor - Héctor Lavoe
- Productor Ejecutivo - Jerry Masucci
- Productor de Compilación - Víctor Gallo
- Ingeniero de sonido – Irv Greenbaum
- Carátula - Izzy Sanabria
- Fotos - Eddie Montalvo